# Pepita Pulgarcita
Pepita Pulgarcita  (Thelma Thumb en la versión original) fue una serie de dibujos animados (de corta duración) que aparecía en el programa infantil Barrio Sésamo. Su cometido era enseñar conceptos geométricos básicos. Fue producida por John Korty usando su sistema Lumage (Luminous Image) que se basaba en usar recortes.
El personaje principal era Pepa Pérez (Marcia Middlewell en la versión original), una muchacha aparentemente normal que escondía una identidad secreta. Cuando había peligro de accidentes o alguien necesitaba ayuda, Pepa entraba en una cabina telefónica (al estilo de Superman) o iba a algún lugar apartado donde nadie la viese y pronunciaba su frase mágica: “Espita gorgorita, lo que se da no se quita, conviérteme en... Pepita Pulgarcita”, reduciéndose así al tamaño de un salero y saliendo volando al rescate. El tamaño de Pepita Pulgarcita permitía mostrar a los niños, las cosas y lugares desde perspectivas únicas. Coprotagonizando la serie, estaba la mascota de Pepa, el cuervo Viriato (Cyrus en la versión original), diseñado por Brian Narelle. 
Como en otros cortos de Korty, los diálogos estaban parcialmente improvisados por actores.